# Lightning Bolts
Lightning Bolts är det andra studioalbumet av det norska death metal-bandet The Deviant. Albumet är självproducerat och självutgivet i begränsad upplaga (1000 kopior) och utgavs 2018.

## Låtförteckning
1. "Beast of Malevolence" – 6:46
2. "Lightning Bolts" – 5:47
3. "Deception" – 5:39
4. "Immolate" – 5:16
5. "Night of the Mortars" – 3:44
6. "Those of the Dead" – 5:29
7. "Elite" – 6:54
8. "Trenchart" – 6:48

## Medverkande
Musiker (The Deviant-medlemmar)
- Violator (Dan E. Stokes) – gitarr
- Dolgar (Tom Steffen Voetmann Simenstad) – sång, basgitarr
- J. Olsen – gitarr
- Blod (Jan Egil Fosse) – trummor
- E.N. Death (Frode Sivertsen) – rytmgitarr